# Darling (Sudafrica)
Darling è una cittadina sudafricana situata nella municipalità distrettuale di West Coast nella provincia del Capo Occidentale.